# ハチクマ
ハチクマ（蜂熊、八角鷹、蜂角鷹、学名：Pernis ptilorhynchus）は、鳥綱タカ目タカ科ハチクマ属に分類される鳥類の一種である。和名は同じ猛禽類のクマタカに似た姿で、ハチを主食とする性質を持つことに由来する。

## 分布
ユーラシア大陸東部の温帯から亜寒帯にかけての地域に広く分布する。ロシアのバイカル湖付近から極東地域、サハリン、中国東北部にかけての地域とインドから東南アジアで繁殖し、北方で繁殖した個体は冬季南下して、インドや東南アジア方面の地域に渡り越冬する。
日本では初夏に夏鳥として渡来し、九州以北の各地で繁殖する。

## 渡り
日本で繁殖した個体は、同様に東南アジアにわたるサシバが沖縄・南西諸島を経由して渡りをおこなうのとは異なり、九州から五島列島を経て大陸に渡り、そこから南下する。鹿児島県下甑島を通過する個体もおり、年齢を判別できた個体のうち、幼鳥が92%であった。渡りの方向は西方向が中心で北や南への飛去も観察されている。春には秋とは異なる経路をとり、大陸を北上した後、朝鮮半島から南下することが人工衛星を使った追跡調査から明らかになっている。

## 形態
全長57 - 61cm。雌の方がやや大きい。他の猛禽類と比べて羽は短く、体色は通常体の上面は暗褐色で、体の下面が淡色若しくは褐色であるが、個体差が大きく、個体毎の識別が可能なほど変化に富んでいる。オスは風切先端、および尾羽に2本の黒い帯があり、瞳が黒い。メスは尾羽の黒い帯がオスよりも細く、瞳が黄色い。足は同じ大きさの猛禽類よりも大きいが、これは後述のような食性に由来するものと考えられている。

## 亜種
6亜種に分類される。ユーラシア大陸西部に分布するヨーロッパハチクマ（Pernis apivorus）とは近縁種で、同種とする見解もある。

## 生態
丘陵地から山地にかけての森林に、単独かつがいで生活する。日本での産卵期は6月で、樹上に木の枝を束ね産座に松葉を敷いたお椀状の巣を作り、1-3個（通常2個）の卵を産む。抱卵期間は28-35日で、主に雌が抱卵する。雛は孵化してから35-45日で巣立つ。巣立ち後30-60日程度で親から独立する。冬になると東南アジアに渡って越冬するが、毎年同じ縄張りに戻ってきて育雛をする。このとき巣も毎年繰り返し再利用するため、年々新たに付け加えられる木の枝によってかなりの大きさとなる。その下部は排泄物がしみこんで富栄養の腐植質となるが、ここでハナムグリの一種であるアカマダラコガネの幼虫が発育する。
食性は肉食で、夏と冬にはスズメバチ類やアシナガバチ類といった社会性の狩り蜂の巣に詰まった幼虫や蛹を主たる獲物とし、育雛に際してもばらばらの巣盤を巣に運んで雛に与える。コガタスズメバチのような樹上に営巣するハチのみならず、クロスズメバチやオオスズメバチなどの地中に営巣するハチであっても、巣の真上から足で掘り起こし、捕食してしまう。これは、ハチの動きを目で観察して追跡することによって、地中の巣を特定しているものと考えられている。また、時には養蜂場のハチの巣を狙うこともある。ハチ類の少なくなる秋から冬にかけては昆虫類や小鳥、カエル、ヘビ等の動物も捕食する。猛禽類では例外的に、集団で捕食行動をとることがあり、また餌を巡り争うことが殆どない。
ハチの攻撃を受けてもハチクマは逃げることなく捕食行動をし、また刺されることもほとんどないが、硬質の羽が特に頭部に鱗のように厚く生え、さらにその下に羽毛が厚く密生していることで、毒針が貫通しないという説のほか、ハチの毒が効きにくい（効かない）免疫を持つという説もある。また、ハチクマの攻撃を受けたハチは、反撃しなくなることがあるが、これについても理由は分かっておらず、ハチの攻撃性を奪うフェロモン、もしくは嫌がる臭いを身体から出しているという説や、複数羽で連携して巣に波状攻撃を仕掛けることで、ハチに巣の防衛を諦めさせているという説などがある。ただし、ハチクマといえど全く刺されないということはないようで、頭に羽毛が生え揃っていない若鳥などは、ハチの反撃を受けて退散することもある。

## 保全状況評価
- LEAST CONCERN (IUCN Red List Ver. 3.1 (2001))
- 準絶滅危惧（NT）（環境省レッドリスト）